# ساکو قوکاسیان
ساکو قوکاسیان (سرکیس مگردیچیان) خواننده باس اپرا و تکخوان ارکستر سمفونیک تهران ارمنی‌تبار اهل ایران بود.

## زندگی‌نامه
وی در اسفند ۱۳۲۱ در اصفهان زاده شد و پس از اتمام تحصیلات به تهران آمد و به آموختن آواز کلاسیک و دروس موسیقی نظیر سلفژ و تئوری موسیقی زیر نظر مصطفی کمال پورتراب و میکله کازاتو استاد ایتالیائی پرداخت.
با تأسیس اپرای تهران وی به استخدام وزارت فرهنگ و هنر درآمد و فعالیت جدی هنری خود را به عنوان تکخوان باس-باریتون در اپرای تهران آغاز کرد و در اپراهای متعددی همچون لوچیا دی لا مرمور، پردیس و پریسا، نابوکو، فلوت سحرآمیز، کارمن، پردیس و پریسا، ریگولتو، اتللو، فاوست، لاتراویاتا، لابوهم و… به ایفای نقش پرداخت. قوکاسیان در اپرای پردیس و پریسا نقش دیو و در آرایشگر سویل نقش دن بازیلیو را اجرا کرد.
پس از انقلاب و با تعطیلی اپرای تهران از اولین تکخوان‌های ارکستر سمفونیک تهران بود که آثاری چون عشق مرگ، فتح خرمشهر، معجزه بهمن و… از یادگارهای وی درآن دوران به‌شمار می‌آیند. همچنین وی اجراهای متعددی در تالارهای مختلف همچون وحدت (رودکی سابق)، آرارات و… به عنوان تکخوان در کارنامه هنری خود داشته‌است.
از اجراهای ساکو قوکاسیان (مگردیچیان) می‌توان به اجرای وی همراه رشید وطن‌دوست و حمید پناهی، بهمن سال ۱۳۹۱ در خانه موسیقی اشاره کرد.
وی در ۱۰ دی ۱۳۹۳ در سن ۷۳ سالگی درگذشت.